# Idioma cheroqui
El cheroqui (autoglotónimo ᏣᎳᎩ, tsalagi) es una lengua amerindia de la familia iroquesa meridional hablada por el pueblo cheroqui en los estados de Oklahoma y Carolina del Norte. Utiliza un sistema único de escritura llamado silabario cheroqui. Existe una amplia documentación de la lengua, ya que es la lengua autóctona de Estados Unidos en la que se ha publicado más literatura.
Como lengua polisintética, difiere drásticamente de las lenguas indoeuropeas como el inglés, el francés, el español o el portugués, y como tal puede ser difícil de adquirir para los estudiantes adultos. Una sola palabra cheroqui puede transmitir ideas que requerirían múltiples palabras en inglés para expresarse, desde el contexto de la afirmación y las connotaciones sobre el hablante hasta la acción de la idea y su objeto.
La complejidad morfológica del idioma cheroqui se demuestra mejor en los verbos, que comprenden aproximadamente el 75 % de la lengua, a diferencia de solo el 25 % del inglés. Los verbos deben contener como mínimo un prefijo pronominal, una raíz verbal, un sufijo de aspecto y un sufijo modal.
En la actualidad, el número de hablantes está en declive. El cheroqui de Oklahoma está seriamente amenazado y el de Carolina del Norte está en grave peligro. El cheroqui bajo, antiguamente hablado en Carolina del Sur y Georgia, se extinguió en 1900. La grave situación con respecto al futuro del idioma llevó al Consejo Cheroqui a declarar el estado de emergencia en junio de 2019, con un llamado a mejorar los esfuerzos de revitalización.

## Nombre
La palabra "cheroqui" es de origen incierto. No obstante, muchas teorías sobre su etimología abundan, aunque no han sido comprobadas. La primera transliteración española del nombre, de 1755, se registra como "chalaque", pero data de relatos relacionados con la expedición de Hernando de Soto a mediados del siglo XVI. El exónimo actual provendría de jaragi, empleado en el antiguo cheroqui bajo como autoglotónimo. Hoy en día, los cheroquis llaman a su lengua ᏣᎳᎩ ᎦᏬᏂᎯᏍᏗ, romanizado tsalagi gawonihisdi 'idioma cheroqui'.

## Clasificación lingüística

Distribución histórica de las lenguas iroquesas.

El cheroqui es una lengua iroquesa, y la única lengua iroquesa meridional que se habla actualmente. Los lingüistas creen que el pueblo cheroqui emigró al sureste desde la región de los Grandes Lagos hace unos tres mil años, trayendo consigo su idioma. A pesar de la separación geográfica de tres mil años, el idioma cheroqui hoy en día todavía muestra algunas similitudes con los idiomas que se hablan alrededor de los Grandes Lagos, como el mohawk, el onondaga, el séneca y el tuscarora.
Algunos investigadores como Thomas Whyte han sugerido que la región de origen de la lengua protoiroquesa reside en los Apalaches. Whyte sostiene, basándose en estudios lingüísticos y moleculares, que los hablantes protoiroqueses participaron en intercambios culturales y económicos a lo largo del eje norte-sur de los Montes Apalaches. La divergencia entre el iroqués del sur (del que el cheroqui es la única rama conocida) de las lenguas iroquesas del norte ocurrió hace aproximadamente 4000 o 3000 años, cuando los pueblos de habla protoiroquesa del Arcaico Tardío se volvieron más sedentarios con el advenimiento de la horticultura, el avance de las tecnologías líticas y la aparición de la complejidad social en los bosques orientales.
En los milenios siguientes, los iroqueses del norte y los iroqueses del sur habrían sido separados por varios pueblos de habla algonquina y siuana, ya que las prácticas lingüísticas, religiosas, sociales y tecnológicas de los algonquinos al norte y al este y los siuanos al oeste del Valle del Ohio llegarían a ser practicadas por los pueblos de la región de Chesapeake, así como partes de las Carolinas.

## Fonología

### Consonantes
El cheroqui tiene once consonantes fonémicas:
|             | Labial | Alveolar | Palatal | Velar | Glotal |
| ----------- | ------ | -------- | ------- | ----- | ------ |
| Oclusiva    |        | t        |         | k     | ʔ      |
| Africada    |        | ʦ        |         |       |        |
| Fricativa   |        | s        |         |       | h      |
| Nasal       | m      | n        |         |       |        |
| Aproximante |        | l        | j       | ɰ     |        |

### Vocales
El cheroqui tiene seis vocales fonémicas:
|            | Anterior | Media | Posterior |
| ---------- | -------- | ----- | --------- |
| Cerrada    | i        |       | u         |
| Intermedia | e        | ə̃     | o         |
| Abierta    |          | a     |           |

#### Diptongo
El cheroqui posee un único diptongo nativo:
- /ai/

Como excepción se encuentra el uso moderno en Oklahoma de la palabra automobil, que tiene los fonemas ingleses de /ɔ/ y /b/.

### Tono
El cheroqui distingue seis patrones tonales. Dos de los tonos son de nivel (bajo, alto) y aparecen tanto en vocales largas como cortas. Los otros cuatro son tonos modulados (ascendente, descendente, lowfall, highrise) y aparecen solamente en las vocales largas.
No existe consenso académico sobre la notación del tono y la longitud vocálica, aunque en 2011 se emprendió un proyecto de documentación del uso de los tonos en cheroqui para mejorar la enseñanza del idioma. A continuación se enumeran las convenciones principales, así como la correspondiente notación estándar con el AFI.
| Longitud vocálica | Tono             | AFI | Pulte y Feeling (1975) | Scancarelli (1986) | Montgomery-Anderson (2008, 2015) | Feeling (2003), Uchihara (2016) |
| ----------------- | ---------------- | --- | ---------------------- | ------------------ | -------------------------------- | ------------------------------- |
| Corta             | Bajo             | ˨   | ạ²                     | à                  | a                                | a                               |
| Corta             | Alto             | ˧   | ạ³                     | á                  | á                                | á                               |
| Larga             | Bajo             | ˨   | a²                     | à:                 | aa                               | aa                              |
| Larga             | Alto             | ˧   | a³                     | á:                 | áa                               | áá                              |
| Larga             | Ascendente       | ˨˧  | a²³                    | ǎ:                 | aá                               | aá                              |
| Larga             | Descendente      | ˧˨  | a³²                    | â:                 | áà                               | áà                              |
| Larga             | Bajo descendente | ˨˩  | a¹ (= a²¹)             | ȁ:                 | aà                               | àà, àa                          |
| Larga             | Superalto        | ˧˦  | a⁴ (= a³⁴)             | a̋:                 | áá                               | aa̋                              |

- El tono bajo es el predeterminado, no marcado.
- El tono alto es el marcado. Algunas fuentes de tono alto se aplican a la mora, otras a la sílaba. Unas complejas reglas morfofonológicas rigen si puede extenderse una mora a la izquierda, a la derecha o en absoluto. Tiene funciones tanto léxicas como morfológicas.
- Los tonos ascendente y descendente son tonos secundarios; es decir, combinaciones de tonos altos y bajos, derivados de los tonos altos moraicos y de la propagación de tonos altos.
- El tono bajo descendente procede principalmente de la supresión de la oclusión glotal tras una vocal larga.
- El tono superalto, llamado también alto-descendente por Montgomery-Anderson, tiene una función morfosintáctica distintiva. Aparece principalmente en adjetivos, sustantivos derivados de verbos y en verbos subordinados. Es móvil y recae sobre la vocal larga más a la derecha. Si se suprime la vocal corta final y el tono superalto pasa a la posición final de la palabra, se acorta y se pronuncia como un tono final ligeramente más alto (anotado como ⟨a̋⟩ en la mayoría de las ortografías). Solamente puede haber un tono superalto por palabra, restricción que no comparten los demás tonos. Por estas razones, este contorno presenta algunas propiedades acentuales y se ha denominado acento en la literatura.[15]

Si bien el sistema tonal está simplificándose gradualmente en muchas zonas, sigue siendo importante semánticamente hablando y sigue siendo apreciado por muchos hablantes, sobre todo los de edad más avanzada. El silabario no indica ni el tono ni la longitud vocálica, pero dada la relativa escasez de pares mínimos, es raro encontrarse un caso de ambigüedad verdadera. Es el caso también del cheroqui transliterado al alfabeto latino (osiyo por [oosíjo], dohitsu por [doòhiı̋dʒu], etc.), que raramente se escribe con marcadores tonales, salvo en lexicografía. Las personas hablantes nativas pueden diferenciar las palabras escritas tan solo con el contexto.

## Silabario cheroqui
El cheroqui se escribe mediante un silabario inventado por Sequoyah (también llamado George Guess). En este sistema, cada símbolo representa una sílaba y no un fonema. La cantidad de sílabas del idioma español haría inviable este sistema para escribirlo[cita requerida], mientras que los 85 caracteres del silabario cheroqui ofrecen un método adecuado de escritura para su lengua. Aunque algunos símbolos se parecen a las letras del alfabeto latino, los sonidos son completamente diferentes (la forma de la letra cheroqui que corresponde al sonido de nuestra "a" se parece a la letra "D" mayúscula latina, por ejemplo). Sequoyah había visto el idioma inglés escrito, pero no sabía cómo escribirlo.
| VocalesConsonantes | a [a]~[ə]               | e [e]~[ɛ]     | i [i]~[ɪ]     | o [o]~[ɔ] | u [u]~[ʊ] | v [ə̃]  |
| ------------------ | ----------------------- | ------------- | ------------- | --------- | --------- | ------ |
| —                  | Ꭰꭰ a                    | Ꭱꭱ e          | Ꭲꭲ i          | Ꭳꭳ o      | Ꭴꭴ u      | Ꭵꭵ v   |
| g [ɡ]              | Ꭶꭶ ga • Ꭷꭷ ka           | Ꭸꭸ ge         | Ꭹꭹ gi         | Ꭺꭺ go     | Ꭻꭻ gu     | Ꭼꭼ gv  |
| h [h]              | Ꭽꭽ ha                   | Ꭾꭾ he         | Ꭿꭿ hi         | Ꮀꮀ ho     | Ꮁꮁ hu     | Ꮂꮂ hv  |
| l [l]              | Ꮃꮃ la                   | Ꮄꮄ le         | Ꮅꮅ li         | Ꮆꮆ lo     | Ꮇꮇ lu     | Ꮈꮈ lv  |
| m [m]              | Ꮉꮉ ma                   | Ꮊꮊ me         | Ꮋꮋ mi         | Ꮌꮌ mo     | Ꮍꮍ mu     |        |
| n [n]              | Ꮎꮎ na • Ꮐꮐ nah • Ꮏꮏ hna | Ꮑꮑ ne         | Ꮒꮒ ni         | Ꮓꮓ no     | Ꮔꮔ nu     | Ꮕꮕ nv  |
| qu [kʰw]           | Ꮖꮖ qua                  | Ꮗꮗ que        | Ꮘꮘ qui        | Ꮙꮙ quo    | Ꮚꮚ quu    | Ꮛꮛ quv |
| s [s]              | Ꮝꮝ s • Ꮜꮜ sa            | Ꮞꮞ se         | Ꮟꮟ si         | Ꮠꮠ so     | Ꮡꮡ su     | Ꮢꮢ sv  |
| d/t [d]/[t]        | Ꮣꮣ da • Ꮤꮤ ta           | Ꮥꮥ de • Ꮦꮦ te | Ꮧꮧ di • Ꮨꮨ ti | Ꮩꮩ do     | Ꮪꮪ du     | Ꮫꮫ dv  |
| tl [t͡ɬ]            | Ꮬꮬ dla • Ꮭꮭ tla         | Ꮮꮮ tle        | Ꮯꮯ tli        | Ꮰꮰ tlo    | Ꮱꮱ tlu    | Ꮲꮲ tlv |
| ts [t͡s]~[d͡ʒ]       | Ꮳꮳ tsa                  | Ꮴꮴ tse        | Ꮵꮵ tsi        | Ꮶꮶ tso    | Ꮷꮷ tsu    | Ꮸꮸ tsv |
| w [ɰ]              | Ꮹꮹ wa                   | Ꮺꮺ we         | Ꮻꮻ wi         | Ꮼꮼ wo     | Ꮽꮽ wu     | Ꮾꮾ wv  |
| y [j]              | Ꮿꮿ ya                   | Ᏸᏸ ye         | Ᏹᏹ yi         | Ᏺᏺ yo     | Ᏻᏻ yu     | Ᏼᏼ yv  |

## En informática
El cheroqui se representa en Unicode en los intervalos de caracteres U+13A0-U+13FF y U+AB70-U+ABFF. 
|     | 0 | 1 | 2 | 3 | 4 | 5 | 6 | 7 | 8 | 9 | A | B | C | D | E | F |
| --- | - | - | - | - | - | - | - | - | - | - | - | - | - | - | - | - |
| 13A | Ꭰ | Ꭱ | Ꭲ | Ꭳ | Ꭴ | Ꭵ | Ꭶ | Ꭷ | Ꭸ | Ꭹ | Ꭺ | Ꭻ | Ꭼ | Ꭽ | Ꭾ | Ꭿ |
| 13B | Ꮀ | Ꮁ | Ꮂ | Ꮃ | Ꮄ | Ꮅ | Ꮆ | Ꮇ | Ꮈ | Ꮉ | Ꮊ | Ꮋ | Ꮌ | Ꮍ | Ꮎ | Ꮏ |
| 13C | Ꮐ | Ꮑ | Ꮒ | Ꮓ | Ꮔ | Ꮕ | Ꮖ | Ꮗ | Ꮘ | Ꮙ | Ꮚ | Ꮛ | Ꮜ | Ꮝ | Ꮞ | Ꮟ |
| 13D | Ꮠ | Ꮡ | Ꮢ | Ꮣ | Ꮤ | Ꮥ | Ꮦ | Ꮧ | Ꮨ | Ꮩ | Ꮪ | Ꮫ | Ꮬ | Ꮭ | Ꮮ | Ꮯ |
| 13E | Ꮰ | Ꮱ | Ꮲ | Ꮳ | Ꮴ | Ꮵ | Ꮶ | Ꮷ | Ꮸ | Ꮹ | Ꮺ | Ꮻ | Ꮼ | Ꮽ | Ꮾ | Ꮿ |
| 13F | Ᏸ | Ᏹ | Ᏺ | Ᏻ | Ᏼ | Ᏽ |   |   | ᏸ | ᏹ | ᏺ | ᏻ | ᏼ | ᏽ |   |   |

|     | 0 | 1 | 2 | 3 | 4 | 5 | 6 | 7 | 8 | 9 | A | B | C | D | E | F |
| --- | - | - | - | - | - | - | - | - | - | - | - | - | - | - | - | - |
| AB7 | ꭰ | ꭱ | ꭲ | ꭳ | ꭴ | ꭵ | ꭶ | ꭷ | ꭸ | ꭹ | ꭺ | ꭻ | ꭼ | ꭽ | ꭾ | ꭿ |
| AB8 | ꮀ | ꮁ | ꮂ | ꮃ | ꮄ | ꮅ | ꮆ | ꮇ | ꮈ | ꮉ | ꮊ | ꮋ | ꮌ | ꮍ | ꮎ | ꮏ |
| AB9 | ꮐ | ꮑ | ꮒ | ꮓ | ꮔ | ꮕ | ꮖ | ꮗ | ꮘ | ꮙ | ꮚ | ꮛ | ꮜ | ꮝ | ꮞ | ꮟ |
| ABA | ꮠ | ꮡ | ꮢ | ꮣ | ꮤ | ꮥ | ꮦ | ꮧ | ꮨ | ꮩ | ꮪ | ꮫ | ꮬ | ꮭ | ꮮ | ꮯ |
| ABB | ꮰ | ꮱ | ꮲ | ꮳ | ꮴ | ꮵ | ꮶ | ꮷ | ꮸ | ꮹ | ꮺ | ꮻ | ꮼ | ꮽ | ꮾ | ꮿ |